# La Margarita
La Margarita és un retrat pictòric de l’artista català Joan Abelló (1922-2008), on representa la figura nua de la seva veïna Margarita. La peça està datada del 1947 i pertany a un estil encara molt primerenc del llavors jove pintor. L’obra forma part de la col·lecció del Museu Abelló.

## Descripció de l'obra
Es tracta de la representació d'una figura femenina totalment nua estirada en un llit. Es cobreix el sexe amb la mà esquerra, mentre que l'altra la té darrere el seu cap i subjecta un ram de flors. La dona porta un llaç blau al cabell i té una cama sobre l'altra. Aquesta posició ens recorda a obres com l'Olympia de Manet, seguint un esquema molt típic en el segle xix sobre aquest tipus de representació. Té una mirada trista, lànguida, nostàlgica, que dirigeix a la seva esquerra. Al fons, apreciem un cortinatge i una finestra en el costat esquerre de la composició, davant de la qual el pintor representa un gat negre. A través de la finestra, intuïm un paisatge amb una posta de sol. El pintor utilitza aquests dos recursos, la cortina i la finestra, per a aportar una molt dissimulada perspectiva i situar a la dona com a protagonista de la composició en un primer terme.
Cromàticament, l’obra està dominada per tos càlids, on abunden marrons i verds molt poc saturats. En contraposició a aquests, Abelló utilitza un blanc per a la tela sobre la qual reposa el cos de la dona, seguint el mateix esquema que utilitzarà anys després en Dona nua a la platja mitjançant un estil més madur, explosivista, i un negre molt intens per a la representació del gat, sota de la finestra que presenta un paisatge on es poden intuir alguns tons blavosos.

## Inicis d'Abelló
En aquesta pintura, Joan Abelló ens representa a una veïna seva, la Margarita. L’obra està datada l’any 1948 i signada. És interessant el fet que Abelló firma aquesta peça com A. J. Abelló, en honor al seu germà: el seu germà Andreu va morir l’any 1947, fet que va afectar el pintor profundament i que inauguraria una època molt peculiar en la trajectòria d’Abelló, ``l’època negra´´.
L’obra presenta, per tant, un estil molt primerenc i es va produir en un moment de la vida del pintor molt intens a causa que, després de fer la seva primera exposició a Mollet l’any anterior, aconsegueix, sota el patrocini de Gustau Rubió, el somni de poder exposar per primer cop a la ciutat de Barcelona, a la Sala Caralt. Era un moment, i així ho recullen alguns crítics que van assistir a l'exposició, en el qual Abelló investigava en la recerca de la seva identitat artística, del seu camí, del seu estil. A més, en aquests anys també és necessari mencionar un gran canvi en la carrera artística d’Abelló, ja que el seu mestre Pere Pruna decideix marxar a París i Abelló continua la seva formació amb Carles Pellicer, inaugurant una nova etapa en la vida del pintor i en la seva trajectòria artística.

## Exposicions
- Exposición Abelló Pinturas, Galería de Arte Lars, Barcelona, 07/05/1949 - 20/05/1949

- On són les dones?, Museu Abelló, 19/01/2006 - 28/02/2006

- On són les dones?, Thermalia, Caldes de Montbui, 01/03/2006 - 14/04/2006

- On són les dones?, Can Serra. Diputació de Barcelona, 17/04/2006 - 30/05/2006

- On són les dones?, Museu del Masnou, 01/06/2006 - 14/07/2006

- On són les dones?, Museu de Vilafranca, 17/07/2006 - 30/08/2006

- On són les dones?, Museu de Granollers, 01/09/2006 - 16/10/2006

- On són les dones?, Museu de Mataró, 17/10/2006 - 30/11/2006

- On són les dones?, Museu de Sabadell, 01/12/2006 - 28/02/2007

- On són les dones?, Edifici Miramar. Sitges, 01/03/2007 - 16/04/2007

- On són les dones?, Museu d'Igualada i Anoia, 17/04/2007 - 30/05/2007

- On són les dones?, Museu de Terrassa, 01/06/2007 - 16/07/2007

- On són les dones?, Museu de Manresa, 20/08/2007 - 15/10/2007

- On són les dones?, Museu Victor Balaguer. Vilanova i la Geltrú, 16/10/2007 - 21/01/2008

- Abelló, un tast, Museu Abelló, 12/12/2012